# Municipalité du district d'Ignalina
La municipalité du district d'Ignalina (en lituanien : Ignalinos rajono savivaldybė) est l'une des soixante municipalités de Lituanie. Son chef-lieu est Ignalina.

## Seniūnijos de la municipalité du district d'Ignalina
- Ceikinių seniūnija (Ceikiniai)
- Didžiasalio seniūnija (Didžiasalis)
- Dūkšto seniūnija (Dūkštas)
- Ignalinos seniūnija (Ignalina)
- Ignalinos miesto seniūnija (Ignalina)
- Kazitiškio seniūnija (Kazitiškis)
- Linkmenų seniūnija (Linkmenys)
- Mielagėnų seniūnija (Mielagėnai)
- Naujojo Daugėliškio seniūnija (Naujasis Daugėliškis)

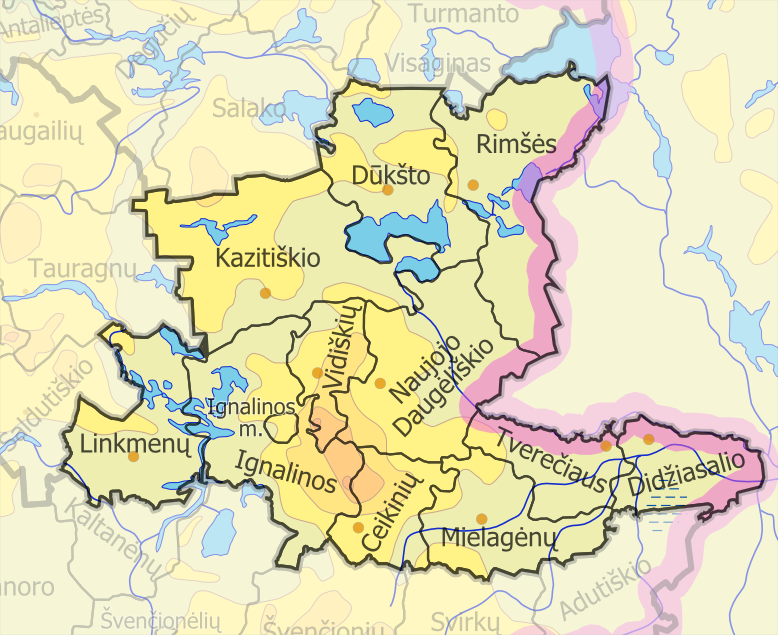
Seniūnijos de la municipalité du district d'Ignalina.

- Rimšės seniūnija (Rimšė)
- Tverečiaus seniūnija (Tverečius)
- Vidiškių seniūnija (Vidiškės